# Dové Womé
Sename Dové Womé Dobe (ur. 8 czerwca 1991 we Fiokpo) – togijski piłkarz, grający na pozycji ofensywnego pomocnika. Od 2022 jest zawodnikiem klubu ASKO Kara.

## Kariera klubowa
Swoją karierę piłkarską Womé rozpoczął w klubie Maranatha FC. W 2009 roku zadebiutował w jego barwach w togijskiej Première Division. W tym samym roku wywalczył z nim mistrzostwo Togo. W 2010 roku został wypożyczony do ghańskiego Liberty Professionals.
W 2011 roku Womé został zawodnikiem południowoafrykańskiego Free State Stars FC. Zadebiutował w nim 13 sierpnia 2011 w zremisowanym 1:1 domowym meczu ze Supersport United FC. Grał w nim przez dwa lata.
W 2013 roku Womé przeszedł do Mamelodi Sundowns FC. Swój debiut w nim zaliczył 4 sierpnia 2013 w wygranym 3:1 wyjazdowym meczu z Bloemfontein Celtic FC. W sezonie 2013/2014 wywalczył mistrzostwo Południowej Afryki.
Latem 2014 Womé został zawodnikiem Supersport United. Swój debiut w nim zanotował 12 sierpnia 2014 w wygranym 1:0 domowym spotkaniu z Chippa United FC. W sezonach 2015/2016 i 2016/2017 zdobył z nim Puchar Południowej Afryki.
Wiosną 2017 Womé został wypożyczony do Orlando Pirates. Zadebiutował w nim 15 lutego 2017 w przegranym 1:2 domowym meczu z Bidvest Wits FC. Latem 2017 wrócił do Supersport United, a wiosną 2018 występował w Gomido FC.
W połowie 2018 roku Womé przeszedł do łotewskiego FK Ventspils. Swój debiut w nim zaliczył 29 lipca 2018 w zwycięskim 3:0 wyjazdowym meczu z FK Jelgava. W sezonie 2018 wywalczył wicemistrzostwo Łotwy.
W latach 2019–2020 Womé grał w kuwejckim Al-Yarmouk, a następnie występował w irackim Al-Diwaniya SC (2021) i ponownie Gomido FC (2022). Latem 2022 przeszedł do ASKO Kara.
| Sezon   | Klub                  | Kraj              | Rozgrywki              | Mecze | Bramki |
| ------- | --------------------- | ----------------- | ---------------------- | ----- | ------ |
| 2010    | Maranatha FC          | Togo              | Première Division      | 23    | 6      |
| 2009/10 | Liberty Professionals | Ghana             | Premier League         | 2     | 0      |
| 2010    | Maranatha FC          | Togo              | Première Division      | ?     | ?      |
| 2011/12 | Free State Stars FC   | Południowa Afryka | PSL                    | 27    | 5      |
| 2012/13 | Free State Stars FC   | Południowa Afryka | PSL                    | 28    | 5      |
| 2013/14 | Mamelodi Sundowns FC  | Południowa Afryka | PSL                    | 18    | 5      |
| 2014/15 | Supersport United FC  | Południowa Afryka | PSL                    | 26    | 6      |
| 2015/16 | Supersport United FC  | Południowa Afryka | PSL                    | 26    | 4      |
| 2016/17 | Supersport United FC  | Południowa Afryka | PSL                    | 7     | 0      |
| 2016/17 | Orlando Pirates       | Południowa Afryka | PSL                    | 13    | 3      |
| 2017/18 | Supersport United FC  | Południowa Afryka | PSL                    | 2     | 0      |
| 2017/18 | Maranatha FC          | Togo              | Première Division      | ?     | ?      |
| 2018    | FK Ventspils          | Łotwa             | Virslīga               | 11    | 2      |
| 2019    | FK Ventspils          | Łotwa             | Virslīga               | 7     | 0      |
| 2019/20 | Al-Yarmouk            | Kuwejt            | Kuwaiti Premier League | ?     | 3      |
| 2020/21 | Al-Yarmouk            | Kuwejt            | II liga                | ?     | 4      |
| 2021/22 | Al-Diwaniya FC        | Irak              | Dawri Al-Nokhba        | ?     | 3      |
| 2021/22 | Gomido FC             | Togo              | Première Division      | ?     | ?      |

## Kariera reprezentacyjna
W reprezentacji Togo Wome zadebiutował 14 października 2009 roku w przegranym 0:5 towarzyskim meczu z Japonią, rozegranym w Rifu. W 2013 roku został powołany do kadry Togo na Puchar Narodów Afryki 2013. Wystąpił w nim w trzech meczach: grupowych z Algierią (2:0), w którym strzelił gola i z Tunezją (1:1) oraz w ćwierćfinale z Burkiną Faso (0:1).